# Міус-фронт
Міу́с-фронт — укріплений оборонний рубіж в часи Другої світової війни, створений німецькими військами на річці Міус у грудні 1941. Радянські війська двічі намагалися прорвати цей рубіж: з грудня 1941 по липень 1942, та з лютого по серпень 1943. Їм це вдалося лише в серпні 1943 в ході Донбаської наступальної операції, коли війська Південного фронту прорвали німецький рубіж оборони в районі селища Куйбишевого.

## Опис укріплень
Основна лінія оборони починалася біля берегів Азовського моря на схід від Таганрога, потім проходила по річці Міус, що і дало назву лінії. 
Глибина укріплень лінії місцями доходила до 11 кілометрів. Уздовж р. Міус лінія проходила по правому, тобто високому березі річки. Також були використані обриви, висоти, яри і скелі, характерні для даної ділянки Донецького кряжу. У тому числі, в систему оборони входив курган Саур-могила — пануюча висота поблизу с. Саурівка в Шахтарському районі Донецької області. 
Всього для оборони була залучено близько 800 населених пунктів в смузі завширшки 45—50 кілометрів. 
Для спорудження укріплень використовувалися рейки, ліс із складів на шахтах, розбиралися доми місцевих жителів. Примусово використовувалася праця жінок, дітей і людей похилого віку. 
Були споруджені ряди дотів і дзотів кулеметні гнізда і гнізда самохідної артилерії. Використовувалися кочівні глухі доти зі сталі — «краби». Були заміновані поля, прориті траншеї, протитанкові рови і виставлені дротяні загородження. Ширина мінних полів була не менше 200 метрів. Щільність дотів і дзотів доходила до 20—30 на квадратний кілометр.

## Осінь 1941

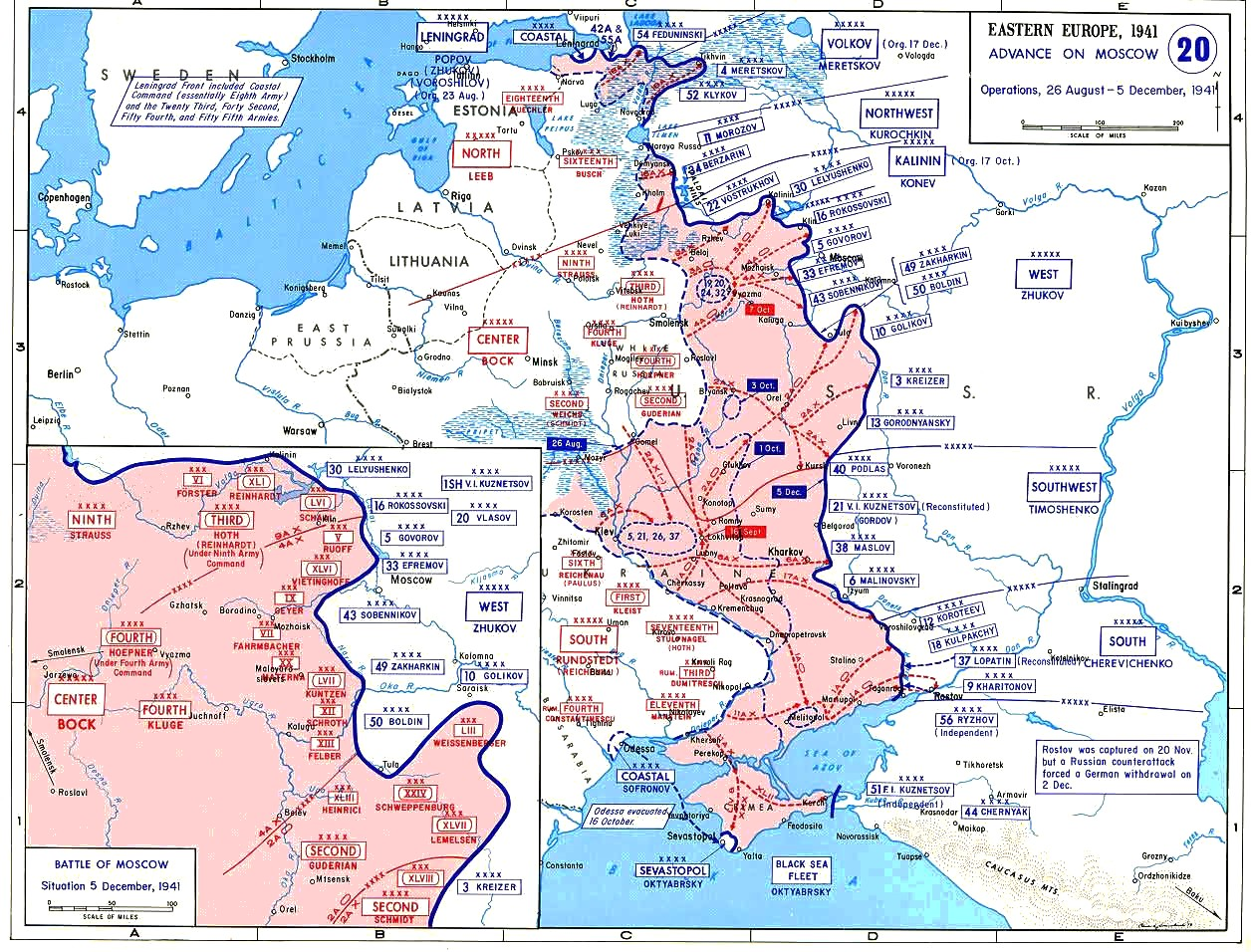
серпень-грудень 1941

На рубіж р. Міус німецька армія (танкова група Клейста) вийшла в середині жовтня 1941: 17 жовтня був здобутий Таганрог. Осіннє бездоріжжя і виснаження запасів пального змусили затримати просування. Командувач групи «Південь» фельдмаршал Герд фон Рундштедт вважав, що напередодні зими продовжувати наступ не варто. Тому було почато спорудження лінії укріплень на р. Міус. Проте Гітлер наполіг на продовженні наступу, і 17 листопада танки Клейста рушили на Ростов. За тиждень наполегливих боїв оборона Червоної Армії була зломлена, і в ніч на 20 листопада німецькі війська увійшли до міста. 
У повній відповідності з передбаченням Рундштедта, сил для утримання міста не вистачило і вже 28 листопада радянські війська під командуванням С. К. Тимошенко після наполегливого і кровопролитного бою знов зайняли Ростов. Рундштедт запросив дозволу Гітлера відвести війська на підготовлений рубіж оборони на р. Міус, але дозволу не отримав. Проте наказ до відходу був відданий, через що того ж дня Рундштедт був усунений від командування. Новий командувач групою «Південь» Вальтер фон Райхенау, прибувши на місце, підтвердив наказ до відступу. Рубіж Міуса частини 17-й польовій армії утримували всю весну наступного 1942 аж до початку наступу на Кавказ.

## Зима 1942/43

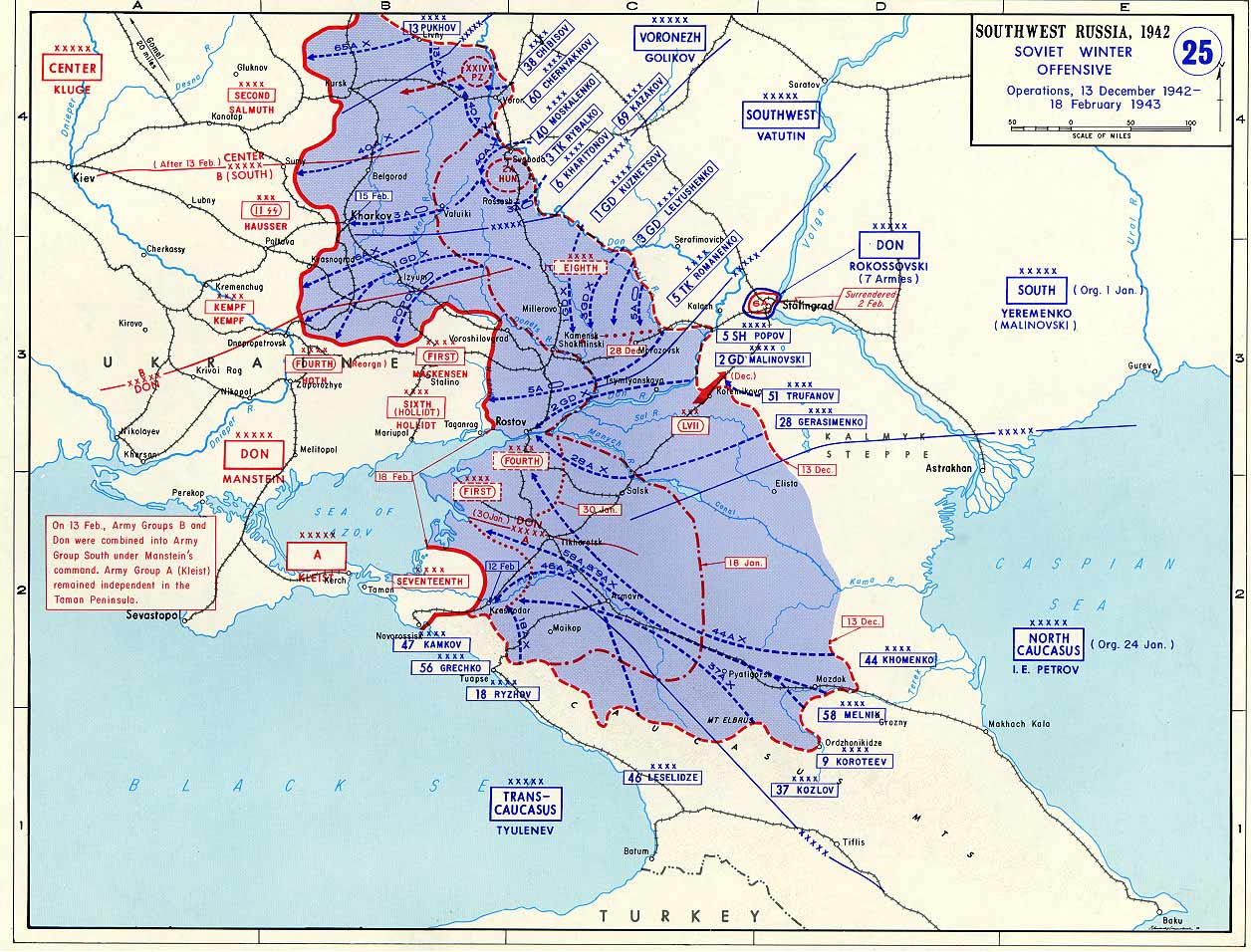
Зима 1942-43

Оборона вермахту на Міус-фронті продовжувалася до липня 1942, коли після провалу наступу Червоної Армії під Харковом німецьке командування почало наступ на Кубань і Кавказ. 24 липня частини 17-й армії знов увійшли до Ростова. Цього разу радянські війська не надали ворогові належного опору, що було відмічене в тексті відомого наказу НКО № 227 — «Ні кроку назад!». 
Після оточення 6-й армії Паулюса під Сталінградом у грудні 1942 року, частинам вермахту на Кубані і Північному Кавказі (група армій «А») загрожувало оточення, оскільки частини Червоної Армії, що перебували в районі Сталінграда, виявилися набагато ближчими до Ростову-на-Дону, через який проходив зв'язок групи з іншими частинами Східного фронту. 
Наказ Гітлера про відступ з Кавказу прийшов 27 грудня 1942, коли сили Червоної Армії вже перебували в небезпечній близькості до Ростова. Наполегливі бої на підступах до міста продовжувалися протягом січня 1943 року. Вермахту все ж таки вдалося стримати натиск Червоної Армії: 1-ша танкова переправилася через Дон і уникнула оточення. Після цього німецькі війська покинули Ростов-на-Дону (14 лютого 1943 р.) і знову відійшли на лінію Міус-фронту, де і закріпилися до літа 1943 року.

## Прорив Міус-фронту

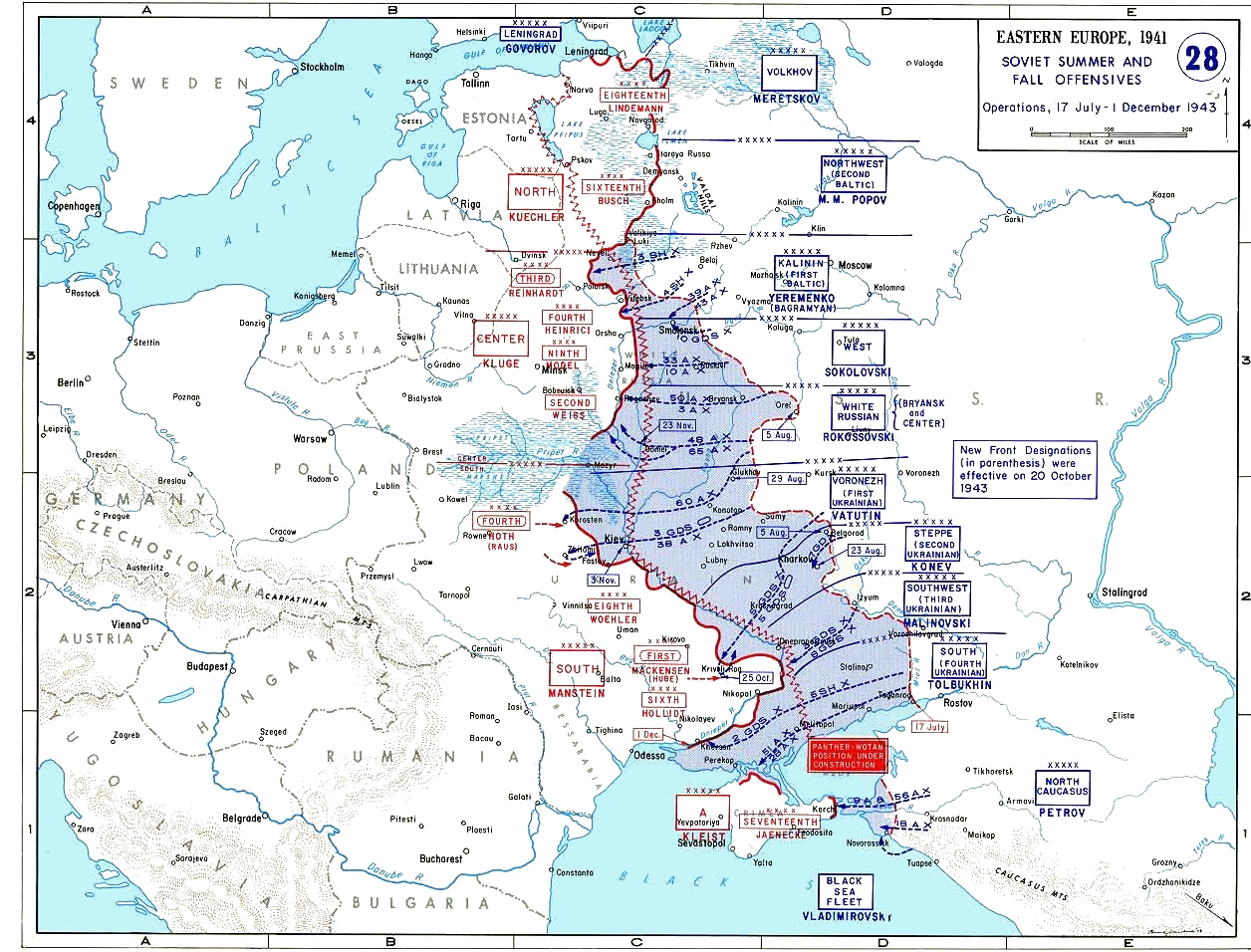
Наступ радянської армії в липні-грудні 1943

Підготовка до прориву Міус-фронту була розпочата в травні 1943. Для розвідки використовувалася аерофотозйомка. У наступі брали участь з'єднання 5-ї ударної армії Південного фронту.
Найзапекліші бої відбувалися з 17 липня по 2 серпня 1943 за плацдарм в районі сіла Степанівка. 17 липня радянські війська прорвали фронт на 2—6 кілометрів. 18 липня — зайняли рубіж Степанівка — Маринівка. 30 липня в контратаку пішло 100 німецьких танків, вони йшли з боку Сніжного. 31 липня радянські війська відступили на лівий берег Міуса. 
28 липня 1943 з-під Харкова на Міус-фронт були перекинуті три танкові дивізії СС, хоча за Харків у цей час велися бої. 
18 серпня 1943 почався наступ військ Південного фронту. Заздалегідь була проведена 70-хвилинна артпідготовка, у якій брали участь 1500 артилерійських гармат і мінометів. Після артпідготовки 5-та ударна армія почала наступати. Атакували танки, перед ними йшли  сапери, які показували проходи в мінних полях, оскільки через пилюку та дим огляд був утруднений і танкісти не бачили вішок, встановлених саперами. За танками йшла піхота. З повітря атаку підтримували Іл-2 — штурмовики 7-го авіаційного корпусу. Міус-фронт був прорваний на глибину 8—9 кілометрів. 
19 серпня біля села Куйбишево 4-й Гвардійський мехкорпус під командуванням генерал-лейтенанта І. Т. Танасчишина висунувся за лінію фронту на 20 кілометрів. Їхні танки підійшли до Амвросіївки. Загалом прорив склав 24 км в глибину і до 16 км по фронту, наблизившись до другої лінії оборони. 
20 і 21 серпня в результаті контратак німців радянські війська трохи відступили. 22—26 серпня німецьке командування перекинуло з Криму танкову дивізію. Зібравши підрозділи з сусідніх ділянок фронту німці спробували фланговими ударами оточити війська, що наступали. 
У ніч на 24 серпня радянські війська пішли в атаку і зайняли села Артемівка, Кринички, хутір Семенівський. Була зайнята дорога на Таганрог, що позбавило німецькі війська можливості перекидати резерви. 
27 серпня була здобута Амвросіївка, села Велике Мішкове і Благодатне. 
Штурм Саур-могили радянськими військами був розпочатий 28 серпня 1943 року. У штурмі брали участь частини 96 гвардійської стрілецької дивізії, якою командував гвардії полковник Семен Самуїловіч Льовін. 29 серпня після артпідготовки радянські війська майже захопили вершину, але контратака німців у напрямі хутора Саурмогильський (тепер село Саурівка) відтіснила нападників. Висота була узята вранці 31 серпня. Після взяття висоти радянські війська відразу ж продовжили переслідування німецьких військ, що відступали у напрямі Сніжного і Чистяково (тепер Торез). 
Міус-фронт надовго затримав просування Червоної Армії на південному напрямі. Якщо Ростов-на-Дону був звільнений у лютому 1943 р., то Таганрог — лише 30 серпня 1943 р.

## Пам'ять про бої на Міус-фронті
Біля селища Савурівка (Шахтарського району) розташований меморіальний комплекс «Саур-могила» — висота, за яку в серпні 1943 року велися запеклі між бої з німецькими військами та частинами 5-ї ударної армії Південного фронту. У 1967—1975 роках на Саур-могилі споруджено меморіальний комплекс на згадку про подвиг радянських солдатів, загиблих при штурмі висоти і прориві німецької оборонної лінії на річці Міус. 
У Красному Лучі споруджений меморіальний комплекс «Міус-фронт».